# Джордж Патън IV
Вижте пояснителната страница за други личности с името Патън.
Джордж Патън IV по-късно променя името си на Джордж Смит Патън (на английски: George Smith Patton) е американски военачалник, генерал-майор, син на легендарния американски генерал Джордж Патън (един от командващите съюзните войски по време на Втората световна война в Северна Африка и Европа).

## Военна биография
През 1946 година завършва Уест Пойнт като офицер от пехотата. Първото назначение на Патън-младши е в Регенсбург, Германия, като взема участие в историческата Берлинска блокада през 1948 година, когато СССР прави обсада на Западен Берлин а западните държави, начело със САЩ, доставят храни и др. стоки със самолети на обсадените граждани.
В началото на 1952 година, след завръщането му от Германия, се жени за Джоана Холброк. Заминава на служба в Корея през юли 1953 година, по време на Корейската война, като командир на рота от 140-и танков батальон, от 40-а пехотна дивизия..
За своите действия в Корея е награден с медал Сребърна звезда.
Завръщайки се в САЩ след войната, през 1954 година, Патън вече с чин капитан, е изпратен в Уест Пойнт където е преквалифициран и изпратен на обучение във „Военноморската академия на САЩ“.
По време на Войната във Виетнам на три пъти е изпращан във Виетнам, като за първи път заминава през април 1962 година и остава там до 1963 година, където служи във „Военно командване“ и „Щаб на войските за специални операции“, преди да бъде повишен в чин подполковник.
Назначен е за командир на 2-ри танков батальон, част от 1-ва бронирана дивизия, базирана във Форт Хууд, Тексас, преди повторното му заминаване за Виетнам през 1967 година, като остава там само три месеца преди да се прибере в щатите.
За последен път е изпратен на фронта в югоизточна Азия, през януари 1968 година, и престоява там до януари 1969 година, като е награден с два медала „Кръст за вярна служба“ за своите решения по време на военните действия.
Повишен е в чин полковник през 1968 година и е назначен за командващ на 11-а бронирана кавалерия.
След Войната във Виетнам е предложен за повишаване в чин – генерал, през юни 1970 година, като е назначен за командващ офицер на 2-ра бронирана дивизия, която неговия баща – Джордж Патън командва в Северна Африка, по време на Втората световна война. Така за първи път във военната история на САЩ, баща и син командват една и съща дивизия.

## Следвоенен живот
В годините след 1980 година, когато се оттегля от редовна военна служба, Патън придобива ферма с площ 250 акра, намираща се северно от родния му град Бостън, която нарича „Green Meadows Farm“ в чест на загиналите под негово командване войници.
През 1997 година започва работа с писателя Браян Собъл върху книгата The Fighting Pattons, книга която е пълна биография на семейство Патън, и проследява славната военна история на двамата генерали, които служат в продължение на почти 70 години на страната си.
Умира на 80 годишна възраст, през 2004 година, от Паркинсонова болест.
Джордж Патън IV има четири деца: Маргарет Джорджина Патън, Джордж С. Патън V, Робърт Патън и Хелън Патън-Плусчик, шест внуци и един правнук.

## Фамилното име
Джордж Патън IV е четвърто поколение Джордж Смит Патън. Неговият прадядо, първият Джордж Смит Патън, е полковник в армията на Конфедерацията, по време на Гражданската война в САЩ. Убит е през 1864 година, в „Битката за Опекюн“.
Дядо му преименува своето име от Джордж Уилиам Патън (роден през 1856 година) на Джордж Смит Патън, в чест на своя баща. Той е и единствения от четиримата, който не е военен.
Баща му, генерал Джордж Смит Патън-младши, става легенда по време на Втората световна война, по време на службата си в Африка и Европа през 1944 – 1945 година. Загива трагично в катастрофа с камион в Германия, няколко седмици след края на войната.